# Owen Johnson
Pour les articles homonymes, voir Johnson.
Owen Charles Johnson est un dendrologue qui a passé les vingt dernières années à étudier et à enregistrer plus de 60 000 arbres au Royaume-Uni. Il a acquis des compétences uniques en matière d'identification sur le terrain.

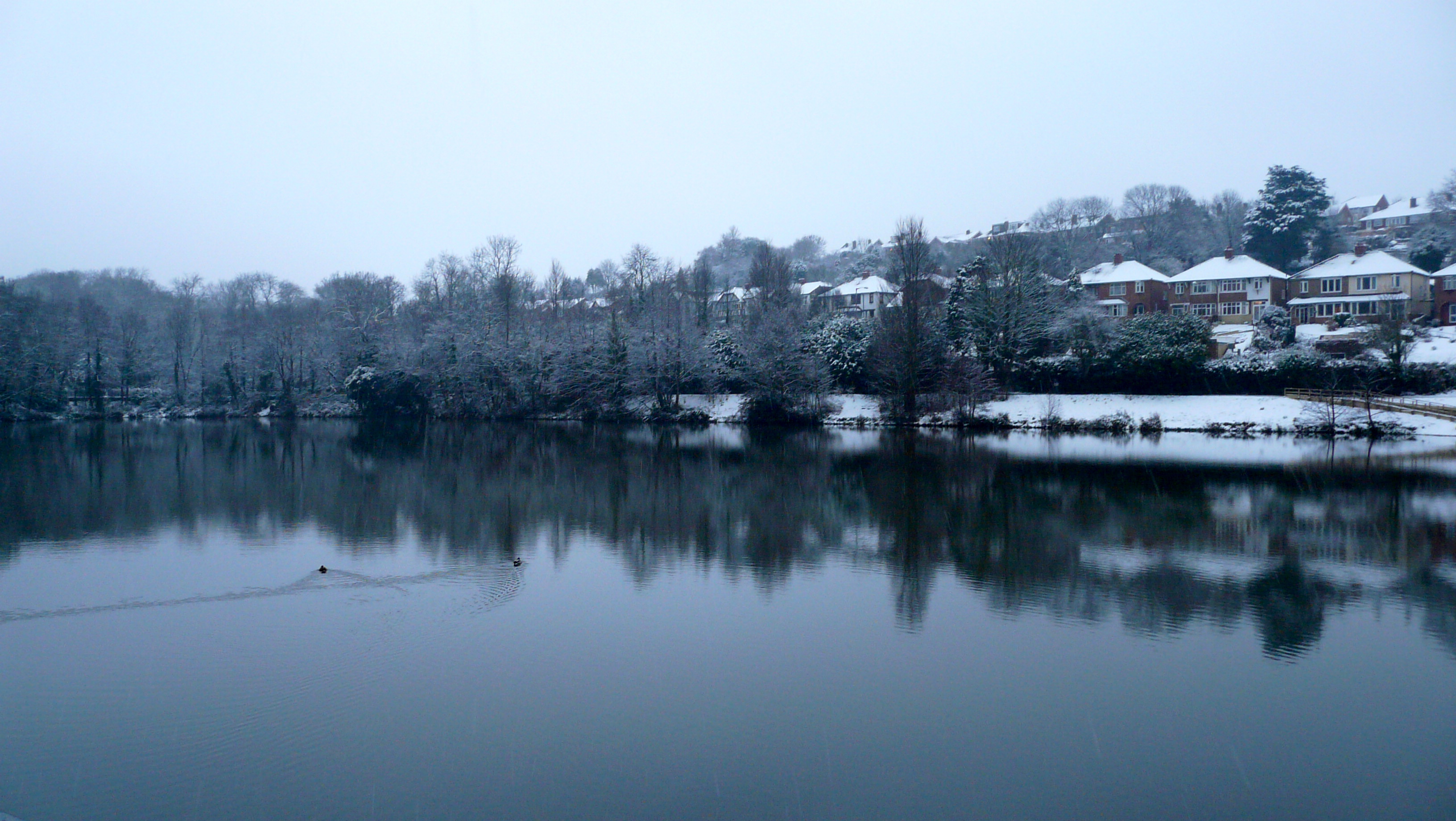
Alexandra Park à Hastings.

Il a grandi à Hastings près d'Alexandra Park.
Il a obtenu son diplôme de littérature anglaise à la Durham University en 1988.
Il a préparé avec succès un doctorat traitant de la poésie de Ted Hughes.
Il est un des adeptes du Tree Register où il a compilé et écrit Champion Trees of Britain and Ireland (2003), The Sussex Tree Book (1998) et le  Collins Tree Guide , avec des illustrations de David More.
Naturaliste passionné, il gère une réserve naturelle près de chez lui, à St Leonards-on-Sea, pour le Sussex Wildlife Trust. Il a également été chef de file bénévole pour des tâches de conservation hebdomadaires de The Conservation Volunteers depuis 1995.